# 푸탈레우푸
푸탈레우푸(스페인어: Futaleufú)는 칠레 로스라고스 주 팔레나 현의 코무나이다.